# 斯皮德 (印第安納州)
斯皮德（英語：Speed）是位於美國印地安納州克拉克縣的一個非建制地區。該地的面積和人口皆未知。

## 地理
斯皮德的座標為38°24′44″N 85°45′09″W / 38.41222°N 85.75250°W，而該地的平均海拔高度為144米（即472英尺）。